# جينو مولدر
جينو مولدر (بالهولندية: Gino Mulder)‏ هو لاعب كرة قدم هولندي في مركز الوسط، ولد في 9 أكتوبر 1987. لعب مع VV Haaglandia ‏.

## وصلات خارجية
- جينو مولدر على موقع قاعدة بيانات كرة القدم.إي يو (الإنجليزية)
- جينو مولدر على موقع ناشيونال فوتبول تيمز (الإنجليزية)
- جينو مولدر على موقع Soccerway.com (الإنجليزية)